# Вейнанс, Артур
Артур Йозеф Вейнанс (нидерл. Arthur Joseph Wijnans, 21 июля 1920, Паданг — 3 мая 1945, Нойштадт-ин-Хольштайн) — голландский шахматист. Бронзовый призёр чемпионата Нидерландов 1939 г. Победитель и призёр традиционных турниров в Бевервейке (главное спортивное достижение — победа в турнире 1941 г.).
Окончил технический университет в Делфте.
Участвовал в голландском сопротивлении. Был арестован и отправлен в немецкий концлагерь Нойенгамме. Вместе с семью с лишним тысячами других заключенных погиб во время бомбардировки союзной авиацией мыса Аркона.

## Спортивные результаты
| Год  | Город     | Соревнование          | + | − | = | Результат | Место |
| ---- | --------- | --------------------- | - | - | - | --------- | ----- |
| 1939 | Амстердам | Чемпионат Нидерландов |   |   |   |           | 3     |
| 1940 | Бевервейк | Международный турнир  |   |   |   |           | 4     |
| 1941 | Бевервейк | Международный турнир  |   |   |   |           | 1     |
| 1943 | Бевервейк | Международный турнир  |   |   |   |           | 2     |